# هنري بريسكو
هنري بريسكو (بالإنجليزية: Henry Briscoe)‏ (20 مايو 1861 - 7 مارس 1911 في المملكة المتحدة) هو لاعب كريكت بريطاني (وحمل سابقاً جنسية المملكة المتحدة لبريطانيا العظمى وأيرلندا). شارك مع منتخب إنجلترا للكريكت. أما مع النوادي، فقد لعب مع نادي مقاطعة ستافوردشاير للكريكت ‏.

## وصلات خارجية
- هنري بريسكو على موقع إي آس بي آن كريك إنفو (الإنجليزية)